# 雪だるま祭り
雪だるま祭り（ゆきだるままつり）は、石川県白山市白峰地区（旧：石川郡白峰村）で毎年2月上旬（または1月下旬と2月上旬にまたがる）に開催される、雪だるまのイベントである。ポスターでは『雪だるま2011』のように開催年を付してイベントタイトルとしている。第1回から使われているキャッチコピーは「明日忘れる豪華さよりも、永遠に心に残る素朴さを」。2月上旬（または1月下旬と2月上旬にまたがる）金曜日に、桑島地区（桑島雪だるま祭り）と白峰地区（白峰雪だるま祭り）でそれぞれ別個行われている。

## 概要
豪雪地帯の白峰住民にとって、雪は身近にあり対処に慣れているとはいえ厄介な代物であった。これに対し「積極的に雪に親しむ＝親雪」機会を村全体で持ち、あわせて観光客の誘致に役立てようと、1990年（平成2年）に当時の村の青年団が中心になって始めた催しである。当初は村内の各世帯が、家族の人数分だけ雪だるまを作るものであったが、年々それぞれに趣向を凝らした雪だるまや雪像が作られるようになり、県内はもとより日本全国からカメラ片手に訪れる観光客が集まるイベントに成長した。
17時に雪だるまの内部などに仕込んだロウソクに火が点され、幻想的なムードを醸し出している（概ね21時まで）。
現在は、交流のある白山市御手洗（みたらし＝旧松任市）地区、金沢工業大学などの地区外の団体も雪だるま作りに参加するようになった。また金沢大学は大学の敷地内にある「角間の里」に白峰の雪をトラックで運び、近隣の親子を招いて雪だるま作りをしている。
2006年に、「イベント大賞」制作賞、サントリー文化財団より第28回サントリー地域文化賞をそれぞれ受賞。
また、地元住民や小中学生が地元特産品を中心とした飲食物を出店する模擬店も好評を博している。
2020年は、例年にない雪不足となり、白峰地区、桑島地区ともはじめての中止となった。

## 雪像の作り方
雪だるまを含む雪像の、本祭りにおける代表的な作り方や展示方法を挙げる。雪玉を転がすオーソドックスな作り方も行われるが、狭い路地で短時間（祭り前日の夜に作る家庭が多い）に大量に作る（「住民一人につき雪だるま1個以上」が目標のため。家族の人数の倍以上の数を作る家庭もある）ために工夫されてきた方法である。
- ポリバケツなどに雪を詰めて固め、ひっくり返したものを積み上げたり削ったりしてつくる
- 道沿いや軒下に出来た雪壁をスコップなどで掘り作りたい形にする
- 雪壁に横穴をあけてかまくら状にし、その中に小さな雪だるまをかざる
- 木材や針金で骨組みを作り、雪で肉付けして雪像をつくる

土建業の会社などでは、重機で山から雪を運んできて板を箱状に組んだ型に詰め込み、削って巨大な雪像を作ることもある。
雪だるまの目や口は、「ボール紙などで作ったものを爪楊枝で本体に刺して止める」方法が主流だったが、最近「白いティッシュペーパーに油性ペンで描いて貼り付ける」という方法が考案され、より表情が豊かに出せるとして広まりつつある。

## 交通アクセス

### 自動車
金沢方面・勝山方面から国道157号。開催当日の地区内は車輛通行止めになるため、地区外から訪れる車は、白山白峰温泉スキー場など、臨時に設けられた駐車場に駐車する。駐車場管理のための人件費の一部を負担する協力金として、普通車は500円（領収書に総湯の割引券がついている）、マイクロバスは1台あたり2,000円、中・大型バスは、同3,000円必要。

### バス
桑島地区には北鉄白山バスの桑島バス停と桑島温泉バス停、白峰地区には白峰北口バス停と白峰バス停が存在するが運行本数は極めて少ない。
桑島地区の開催日には、駐車場が置かれる白峰地区と桑島A地区とを結ぶシャトルバスと、交通規制により手取川に架かる桑島大橋が歩行者通行禁止となるため桑島A地区と桑島B地区とを結ぶシャトルバスが運行される（2019年時点）。